# Ивакин, Глеб Юрьевич
Гле́б Ю́рьевич Ива́кин (укр. Гліб Юрійович Івакін; 30 января 1947, Киев — 22 мая 2018, там же) — советский и украинский археолог. Специалист в области истории и археологии Киевской Руси и поздне-средневековой Украины; член-корреспондент Национальной академии наук Украины (2009); доктор исторических наук (1997); лауреат Государственной премии Украины в области науки и техники (1983, 2002); научный руководитель парка «Киевская Русь»; заместитель директора Института археологии Национальной академии наук Украины.

## Образование
Сын писателя и литературоведа, доктора филологических наук Ю. А. Ивакина (1917—1983). Окончил исторический факультет Киевского государственного университета имени Т. Г. Шевченко (1970).

## Наиболее известные проекты
Принимал участие в раскопках археологических памятников Киева X—XVIII столетий на Подоле, Печерске, в Верхнем Киеве, Гончарах и Кожемяках и в других исторических местах; возглавлял архитектурно-археологические исследования во время восстановления Михайловского Золотоверхого собора, Успенского собора Киево-Печерской лавры, церкви Успения Пресвятой Богородицы Пирогощи; одним из первых обратил особое внимание на необходимость археологического исследования одного из «темных» периодов истории Украины — послемонгольских времен (2-я половина XIII—XVII вв.); занимается созданием заповедных и охранных зон Киева и других исторических центров Украины.
Автор более 200 печатных работ, в том числе трёх индивидуальных монографий и ряда фундаментальных коллективных изданий по истории и археологии Украины. Ученый секретарь Национального комитета Украины Всемирного союза византинистов, член Международной унии археологов-славистов. Лауреат Государственной премии УССР в области науки и техники (1983, за цикл работ по археологии и истории древнего Киева) и Государственной премии Украины в области науки и техники (2002, за цикл работ «Древняя история Украины» и «Этническая история давней Украина»).
Умер 22 мая 2018 года. Похоронен на Байковом кладбище (участок № 47а).